# Primarias del Partido Republicano de 2012 en Maryland
Las Primarias del Partido Republicano de 2012 en Maryland se hicieron el 3 de abril de 2012. Las Primarias del Partido Republicano son una Primarias, con 37 delegados para elegir al candidato del partido Republicano para las elecciones presidenciales de Estados Unidos de 2012.  En el estado de Maryland estaban en disputa 37 delegados en la cual Mitt Romney ganó co un amplio margen.

## Elecciones

### Resultados
| Primarias Republicanas de Maryland de 2012 | Primarias Republicanas de Maryland de 2012 | Primarias Republicanas de Maryland de 2012 | Primarias Republicanas de Maryland de 2012 |
| Candidato                                  | Votos                                      | Porcentaje                                 | Delegados                                  |
| ------------------------------------------ | ------------------------------------------ | ------------------------------------------ | ------------------------------------------ |
| Mitt Romney                                | 122,371                                    | 49.27%                                     | 31                                         |
| Rick Santorum                              | 71,329                                     | 28.71%                                     | 0                                          |
| Newt Gingrich                              | 27,229                                     | 10.96%                                     | 0                                          |
| Ron Paul                                   | 23,588                                     | 9.49%                                      | 0                                          |
| Jon Huntsman                               | 1,484                                      | 0.60%                                      | 0                                          |
| Rick Perry                                 | 1,108                                      | 0.45%                                      | 0                                          |
| Buddy Roemer                               | 901                                        | 0.36%                                      | 0                                          |
| Fred Karger                                | 377                                        | 0.15%                                      | 0                                          |
| Delegados no proyectados:                  | Delegados no proyectados:                  | Delegados no proyectados:                  | 6                                          |
| Total:                                     | 248,387                                    | 100.00%                                    | 37                                         |